# Wenschet
Wenschet ist der Name einer altägyptischen Prinzessin und Priesterin der 4. Dynastie.

## Identität
Es ist unklar, wessen Tochter Wenschet war. Da ihr Enkelsohn Kaaper, von dem eine fast lebensgroße Statue aus Sykomorenholz erhalten ist, mit einiger Sicherheit an das Ende der 4. Dynastie oder an den Beginn der 5. Dynastie datiert werden kann, wird angenommen, dass Wenschet selbst etwa in der zweiten Hälfte der 4. Dynastie gelebt hat. Ihr Gemahl ist ebenfalls unbekannt. Auf ihrer Scheintür sind jedoch ihre Söhne Kameni und Ijmeri, sowie ihre Töchter Meritites I., Wehemnofret, Nisu und Tjenteti erhalten. Auch Kaaper ist abgebildet.
Wenschet führte hochrangige Titel wie „Leibliche Tochter des Königs“ (Sat-nesut-en-chetef), bzw. „Geliebte leibliche Tochter des Königs“ (Sat-nesut-en-chetef meri-ef), „Prophetin der Göttin Hathor, der Herrin der Sykomore“ (Hemet-netjer-Hatheru Nebet-nehet) und „Prophetin der Göttin Neith, die nördlich der Mauer wohnt“ (Hemet-netjer-Neith mechtet inebu).

## Grab
Wenschet wurde in der als G 4840 bezeichneten Mastaba in der Nekropole von Gizeh bestattet. Ihr Grab wurde am 12. Februar 1914 von George Reisner während seiner Grabungskampagne entdeckt. Zu diesem Grab gehört die Scheintür der Prinzessin Wenschet, heute im Roemer- und Pelizaeus-Museum Hildesheim (Inventar-Nr. 2971). Ferner existiert eine fragmentierte Stele, die ihr gehörte.